# Лани-Соколівські
Лани-Соколівські — село в Україні, у Стрийському районі Львівської області. Населення становить 735 осіб. Орган місцевого самоврядування — Стрийська міська рада.
Через село протікають річки Свіча, Сукіль, Нечич.

## Політика

### Парламентські вибори, 2019
На позачергових парламентських виборах 2019 року у селі функціонувала окрема виборча дільниця № 461488, розташована у приміщенні будинку культури.
Результати
- зареєстрований 461 виборець, явка 79,83 %, найбільше голосів віддано за «Слугу народу» — 37,23 %, за «Голос» — 15,22 %, за Європейську Солідарність — 10,33 %.[1] В одномандатному окрузі найбільше голосів отримав Андрій Кіт (самовисування) — 26,16 %, за Володимира Наконечного (Слуга народу) — 20,71 %, за Андрія Гергерта (Всеукраїнське об'єднання «Свобода») — 18,53 %[2].

## Відомі мешканці

### Народились
- Пак Володимир Петрович (1934) — український політик. Колишній народний депутат України.
- Пак Зіновій Петрович (1939) — радянський вчений, політик, міністр оборонної промисловості Росії (1996—1997).
- Степан Ілик (12.03.1996 — 25.05.2023) — військовослужбовець. Народився у селі Лани-Соколівські, навчався у Подорожненській школі, закінчив медичне училище на Вінниччині.  З 2016 по 2019 рік - учасник АТО.  Працював за кордоном.  З початком повномасштабного вторгнення повернувся в Україну, щоб добровольцем вступити у лави ЗСУ. Виконуючи бойове завдання, загинув на Луганщині.